# Teodor Gotszalk
Teodor Paweł Gotszalk (ur. 20 czerwca 1966 we Wrocławiu) – polski naukowiec, kierownik Katedry Nanometrologii na Politechnice Wrocławskiej, od 2022 roku członek korespondent Polskiej Akademii Nauk. Ekspert w zakresie nanometrologii, w szczególności w zakresie technik mikroskopii bliskich oddziaływań, skaningowej mikroskopii elektronowej i technik zogniskowanych wiązek jonów. Jest specjalistą w badaniach z wykorzystaniem urządzeń mikroelektromechanicznych (ang. microelectomechanical systems, MEMS). Autor ponad 200 publikacji w renomowanych czasopismach, Indeks Hirscha według bazy Scopus wynosi 27. Jest promotorem 18 zamkniętych przewodów doktorskich, a 2 obrony rozpraw doktorskich są przewidziane w 2025 roku.

## Życiorys[1]
Studia odbył na Wydziale Elektroniki oraz Wydziale Elektrycznym Politechniki Wrocławskiej. Stopień naukowy doktora otrzymał w 1996 roku po odbyciu studiów doktoranckich w Instytucie Technologii Elektronowej PWr. W 2005 roku otrzymał stopień naukowy doktora habilitowanego. W 2012 roku uzyskał tytuł profesora nauk technicznych.
Kierownik Wydziałowego Zakładu Metrologii Mikro- i Nanostruktur od 2006 roku (przekształcony w Katedrę Nanometrologii). Jest to jedyna w Polsce grupa badawcza zorganizowana wokół kompleksowych badań metrologicznych mikro- i nanostruktur. W badaniach wykorzystywane są mikroskopia bliskich oddziaływań, mikroskopia elektronowa i jonowa skojarzone z metodami i technikami pomiarów właściwości elektrycznych, termicznych, dyfrakcyjnych oraz optycznych.
Teodor Gotszalk jest opiekunem Studenckiego Stowarzyszenia Naukowego Polskich Entuzjastów Nanotechnologii (SPENT). Jest recenzentem paneli eksperckich w europejskich programach metrologicznych European Metrology Programme for Innovation and Research (EMPIR), programach Unii Europejskiej (6,7 Programach Ramowych) oraz w programie Horyzont 2020, Europejskiej Fundacji Naukowej (ang. European Science Foundation-ESF), Europejskiej Rady Naukowej (ang. European Research Councli-ERC), i Narodowego Centrum Nauki (NCN).
Był recenzentem 17 rozpraw doktorskich (7 w Niemczech (Uniwersytet Techniczny w Ilmenau), 1 w Australii (Uniwersytet w Perth), 1 w Wielkiej Brytanii (Imperial College w Londynie), 1 w Szwajcarii (EPFL w Lozannie), 5 w ośrodkach krajowych). W latach 2010–2021 wygłosił 21 zaproszonych wykładów w ośrodkach zagranicznych m.in. Uniwersytety w Princeton, CNSE Albany i Los Angeles, (USA), IBM Yorktown Heights (USA), NIST (USA), NPL (Wlk. Brytania), Imperial College (Wlk. Brytania), EMPA Thun (Szwajcaria), Uniwersytet w Ilmenau (Niemcy), Uniwersytet w Pawii (Włochy), Uniwersytet w Singapurze.

### Granty i stypendia[7][8]
Stypendysta Deutscher Akademischer Austauschdienst (DAAD) (łącznie 30 miesięcy), Komisji Fulbrighta (4 miesięczny pobyt na Uniwersytecie w Albany, College of Nanoscience and Engineering (CNSE) w 2010 roku) i Fundacji Kościuszkowskiej (3 miesięczny pobyt na Uniwersytecie w Berkeley w 2022 roku). Pracował w laboratoriach badawczo rozwojowych koncernu SIEMENS (łącznie 6 miesięcy), National Physical Laboratory (NPL) w Wlk. Brytanii (łącznie 3 miesiące) i Instytucie Badań Materiałowych EMPA w Thun w Szwajcarii (łącznie 1 miesiąc).
Laureat programów Fundacji na Rzecz Nauki Polskiej (FNP) (stypendium krajowe w 1997 roku, program TECHNE, program TEAM, stypendium profesorskie MISTRZ). Dodatkowo:
- Kierownik 3 projektów własnych i 4 projektów promotorskich Komitetu Badań Naukowych (KBN)
- Kierownik 3 grantów OPUS NCN
- Opiekun naukowy 3 grantów OPUS PRELUDIUM
- Kierownik 2 grantów badawczych z 6 Programu Ramowego Badań UE (STREP TASNANO oraz IP PRONANO) oraz 1 z 7 Programu Ramowego (STREP NanoHeat)
- Kierownik 2 grantów badawczych w programu metrologicznego EMPIR (EMPIR NanoWires i EMPIR MetExSPM)
- Koordynator krajowy projektu COST Action: Focused Ion Technology for Nanomaterials-FIT4NANO
- Kierownik projektu UE EURIPIDES Komercyjna dostępna technologia dźwigni ze zintegrowanymi detektorami ugięcia dla mikroskopii bliskich oddziaływań[9]